# Maksencjusz (cesarz rzymski)
Maksencjusz, właśc. Marcus Aurelius Valerius Maxentius (ur. ok. 280, zm. 28 października 312) – cesarz rzymski od 306 do 312 roku. 
Syn cesarza Maksymiana i jego drugiej żony – Eutropii, brat dwóch cesarzowych: Teodory i Fausty, zięć Galeriusza.

## Początki rządów
W 306 roku w Rzymie, wskutek decyzji Galeriusza o rozwiązaniu kohort pretorianów oraz opodatkowaniu dotychczas wolnych od tego ciężaru mieszkańców stolicy, wybuchły zamieszki. Sytuację tę wykorzystał Maksencjusz, który został przez wojsko ogłoszony cesarzem (28 października 306). Galeriusz nie uznał tej uzurpacji i nakazał stłumienie rebelii rezydującemu w Mediolanie legalnemu cesarzowi Zachodu – Sewerowi. Tymczasem Maksencjusz wezwał do stolicy swego ojca Maksymiana (który w 305 roku abdykował jako august), aby wspólnie z nim sprawować władzę. Kiedy do Rzymu nadciągnął Sewer ze swoją armią, poniósł klęskę, gdyż większość żołnierzy opuściła go przechodząc na stronę swego dawnego władcy Maksymiana. Sewer z resztką armii schronił się do Rawenny, jednak oblężony tam i pozbawiony pomocy Galeriusza, wkrótce nawiązał rokowania z Maksencjuszem i Maksymianem zakończone kapitulacją.

## Wojna z Galeriuszem
W 307 roku Maksencjusz zmuszony przeciwstawić się kolejnej zbrojnej interwencji – Galeriusza, który wyruszył na Italię. Silne obwarowania wielkiego miasta i wrogość mieszkańców Rzymu spowodowały, że zrezygnował z jego opanowania, podejmując jedynie plądrowanie terenów położonych kilkadziesiąt kilometrów na północ od stolicy. Nie będąc też w stanie przejąć władzy nad większą częścią Italii, zgłosił gotowość do rozmów z uzurpatorem, jednak propozycja została odrzucona. Natomiast Maksencjusz zaczął przekupywać żołnierzy Galeriusza, który obawiając się ich masowego odstępstwa, rozpoczął odwrót, w trakcie którego zezwolił żołnierzom na rabunki.
W kwietniu 308 roku Maksymian podjął próbę odsunięcia syna od władzy, aby rządzić samodzielnie, jednak to przejęcie nie powiodło się i odtąd Maksencjusz był jedynowładcą swojej części imperium (Italii i Hiszpanii).

## Wojna z Konstantynem
W roku 311 Maksencjusz utracił na rzecz cesarza Konstantyna Hiszpanię. Przypuszczając, że Konstantyn przekroczy Alpy i zaatakuje, Maksencjusz zgromadził wojska na północy Italii. W roku 312 Konstantyn z około trzydziestotysięczną armią przeszedł Alpy, a pierwszym zdobytym miastem było Segusio. Cesarz zakazał swoim wojskom plądrować miasto, co zapewniło mu przychylność ludności w dalszym konflikcie. Następnie zdobył miasta północnej Italii, z których wiele poddało się bez walki, jednak w rękach Maksencjusza pozostawał Rzym. Początkowo zamierzał on bronić się w murach miasta, jednak z nieznanych przyczyn zdecydował się na przyjęcie bitwy w polu. 28 października 312 roku wojska obu władców stoczyły bitwę przy Moście Mulwijskim. Zakończyła się ona zwycięstwem Konstantyna, a Maksencjusz poniósł śmierć tonąc podczas ucieczki w Tybrze.